# The Secret Life of an American Wife
The Secret Life of an American Wife is een Amerikaanse filmkomedie uit 1968 onder regie van George Axelrod.

## Verhaal
Victoria Layton is een verveelde huisvrouw, die bang is dat ze haar aantrekkingskracht bij de mannen aan het verliezen is. Haar man werkt als publiciteitsagent en zijn enige cliënt is een beroemde filmster. Ze besluit zich voor te doen als een prostituee bij die cliënt in de hoop te bewijzen dat andere mannen haar nog steeds aantrekkelijk vinden.

## Rolverdeling
| Acteur           | Personage       |
| ---------------- | --------------- |
| Walter Matthau   | Filmster        |
| Anne Jackson     | Victoria Layton |
| Patrick O'Neal   | Tom Layton      |
| Edy Williams     | Susie Steinberg |
| Richard Bull     | Howard          |
| Paul Napier      | Herb Steinberg  |
| Christian Brando | Jimmy           |
| Albert Carrier   | Jean-Claude     |